# West Lothian
Pour les articles homonymes, voir West et Lothian.

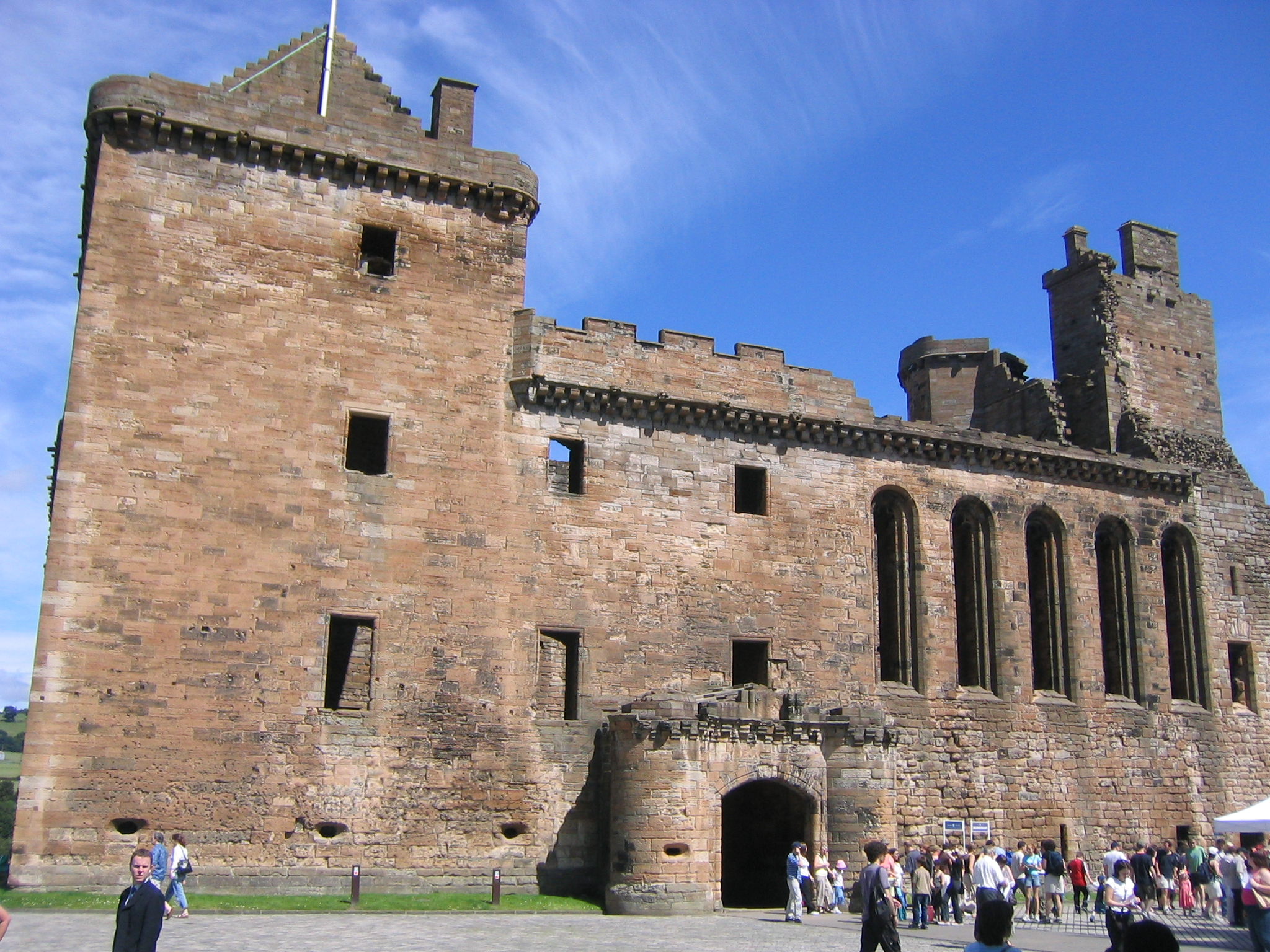
Façade sud du palais de Linlithgow.

Le West Lothian (Lodainn an Iar en gaélique) est une des 32 council areas de l’Écosse et une région de lieutenance. Le West Lothian a pour frontières la ville d’Édimbourg à l’est, les Scottish Borders et le South Lanarkshire au sud, le North Lanarkshire et Falkirk à l’ouest.
Le West Lothian était autrefois un comté d’Écosse et était parfois appelé du nom anglais de Linlithgowshire, tiré du nom de la ville principale.
Cette région a été sortie de son anonymat en avril 2009 grâce à l'une de ses habitantes, une femme de 47 ans nommée Susan Boyle originaire de Blackburn, dont la performance en tant que chanteuse dans une émission de la chaîne de télévision ITV (Britain's Got Talent) a été à l'origine d'un retentissement énorme sur Internet.

## Circonscription
D’une superficie de 427 km², le West Lothian est la 20e division administrative par sa taille, et la 10e par sa population. Deux élus représentent le West Lothian au parlement de Westminster (Hannah Bardell et Martyn Day). Le West Lothian est également représenté au Parlement écossais par deux élues (Angela Constance et Fiona Hyslop). Le parti en place dans cette circonscription est le Parti national écossais.

## Villes et villages
- Abercorn
- Addiewell
- Armadale
- Bathgate
- Blackburn
- Broxburn
- Calder
- Dechmont
- Fauldhouse
- Harthill
- Kirknewton
- Linlithgow
- Livingston
- Polbeth
- Pumpherston
- Seafield
- Stoneyburn
- Torphichen
- Uphall
- Whitburn
- Winchburgh

## Lieux d’intérêt
- Château de Blackness
- Palais de Linlithgow

## Personnalités liées
- Robert Liston (1794 – 1847), chirurgien britannique, y est né.